# Kamka, Koriukivka
Kamka (în ucraineană Камка) este o comună în raionul Koriukivka, regiunea Cernihiv, Ucraina, formată numai din satul de reședință.

## Demografie
Componența lingvistică a comunei Kamka
     Ucraineană (97,27%)
     Rusă (1,82%)
     Alte limbi (0,6%)
Conform recensământului din 2001, majoritatea populației comunei Kamka era vorbitoare de ucraineană (97,27%), existând în minoritate și vorbitori de rusă (1,82%).